# Nationalstadion Baku
Das Nationalstadion Baku (aserbaidschanisch Bakı Milli Stadionu) ist ein Fußballstadion mit Leichtathletikanlage in der aserbaidschanischen Hauptstadt Baku. Das neue Nationalstadion ist die Heimstätte der aserbaidschanischen Fußballnationalmannschaft und hat das Tofiq-Bəhramov-Stadion abgelöst. Es ist im Besitz des Azərbaycan Respublikasının Gənclər və İdman Nazirliyi (Ministerium für Jugend und Sport der Republik Aserbaidschan) und kann auf seinen Rängen 68.000 Zuschauer beherbergen. Mit Blick auf zukünftige Olympische Spiele wird es bereits als „Olympiastadion“ bezeichnet, ohne dass in ihm bislang Olympische Spiele stattgefunden hätten.
Im Jahr 2024 war das Stadion zentrales Konferenzzentrum für die UN-Klimakonferenz in Baku 2024.

## Geschichte

### Planung
Der erste Entwurf des Stadions von 2010 stammte vom türkischen Architekturbüro TOCA Mimarlik. Zu Beginn ging man von Baukosten in Höhe von 300 Millionen US-Dollar aus. Drei Jahre später zum Beginn der Errichtung wurde ein neuer Stadionentwurf vom südkoreanischen Architekturbüro Heerim Architects and Planners veröffentlicht. Bis in das Jahr 2013 stiegen die zu Anfang veranschlagten Kosten mit nun 640 Millionen US-Dollar auf mehr als das Doppelte. Der angestrebte Termin der Eröffnung im Jahr 2014 musste auf März 2015 verschoben werden. Neuesten Zahlen aus dem September 2014 zufolge belaufen sich die Baukosten auf 710 Millionen US-Dollar.

### Bau
Ausgeführt wurden die Bauarbeiten vom türkischen Bauunternehmen Tekfen.
Der Spatenstich und die Grundsteinlegung am Baku-Nationalstadion wurden am 6. Juni 2011 von Staatspräsident İlham Əliyev in Anwesenheit von FIFA-Präsident Sepp Blatter und UEFA-Präsident Michel Platini durchgeführt. Der Baugrund befindet sich am Standort des früheren Bibi-Heybat-Ölfeldes am südöstlichen Ufer des Böyük-Şor-Sees. Bevor die Bauarbeiten beginnen konnten, mussten zunächst giftige Abwässer und Überreste der Ölförderung abgepumpt werden. Insgesamt musste ein Volumen von 1.190.000 m3 entsorgt werden.
Erst im November 2012 konnte mit den Erdarbeiten begonnen werden, im Frühjahr 2013 startete der Bau mit den Fundamentarbeiten. Zur Stabilisierung des Fundamentes wurden 1.720 Pfähle in den Baugrund eingesetzt. Im August 2013 waren an der Baustelle 2.200 Arbeiter mit 300 Baumaschinen, inklusive neun Turmkränen, beschäftigt. Zu diesem Zeitpunkt waren die Erdarbeiten zu 90 Prozent (6,5 Millionen m3) erledigt. Von den eingeplanten 350.000 m3 Beton wurden 235.000 m3 und 41.000 Tonnen Bewehrungsstahl, von insgesamt 52.500, verbaut.
Es wurde abwechselnd in Tag- und Nachtschichten am Neubau gearbeitet, im September 2013 war der Stand der Bauarbeiten dem Zeitplan voraus. Pünktlich nach Plan wurde das Stadion Anfang März 2015 vom Bauunternehmen Tekfen İnşaat an das Ministerium für Jugend und Sport als Eigentümer der Sportstätte übergeben.

## Stadion
Das Nationalstadion erfüllt die Anforderungen der Fußballverbände FIFA und UEFA und ist in die UEFA-Stadionkategorie 4 eingeordnet.
Im weitläufigen Rund sind die Zuschauerränge umlaufend doppelstöckig angelegt. Die Haupttribüne wie die Gegengerade verfügen über einen dritten Zuschauerrang. Auf den Tribünen in den Stadionkurven bietet sich Platz für einen dritten Rang zur Kapazitätserweiterung für mögliche Olympische Sommerspiele. Abgedeckt werden die Tribünen von einer mit transluzenter ETFE-Membran bespannten Dachkonstruktion mit einer Fläche von 38.000 m2. Die Stadionfassade mit 35.000 m2 ist mit LEDs beleuchtbaren und ETFE-Membran bespannten Paneelen in Form von Parallelogrammen verkleidet.
Das Nationalstadion hat ein LED-System vom Elektronikhersteller Daktronics, welches zwei HD-Displays unter dem Stadiondach und LED-Werbebanden beinhaltet. Jede der HD-Anzeigetafeln ist 10,97 Meter hoch und 19,75 Meter breit mit einer Auflösung von 720 × 1.296 Pixeln. Eine LED-Bande ist an der Vorderseite des Tribünenranges installiert. Mit einer Länge von 691,65 Meter ist diese 1,1 Meter hoch. Am Spielfeldrand kommt eine 307 Meter lange und 73 Zentimeter hohe LED-Werbebande zum Einsatz.

## Veranstaltungen
Das Baku Nationalstadion war zentraler Austragungsort der ersten Europaspiele vom 12. bis 28. Juni 2015. Neben der Eröffnungs- und Schlussfeier wurden dort die Leichtathletikwettbewerbe ausgetragen.
Am 20. September 2017 vergab die UEFA das Endspiel der UEFA Europa League 2018/19 am 29. Mai 2019 in die aserbaidschanische Hauptstadt. Damit fand erstmals ein Europapokalfinale im europäischen Klubfußball in Aserbaidschan statt, noch nie wurde ein Finale so weit östlich ausgetragen.

### Spiele bei der Fußball-Europameisterschaft 2021
Für die in insgesamt 12 Ländern stattfindende Fußball-Europameisterschaft 2021 erhielt Baku mit dem Nationalstadion von der UEFA den Zuschlag für drei Vorrundenspiele und ein Viertelfinalspiel.
|                                                                 |   |          |           |
| Sa., 12. Juni 2021 um 17:00 Uhr (15:00 Uhr MESZ) – Gruppe A     |   |          |           |
| Wales                                                           | – | Schweiz  | 1:1 (0:0) |
| Mi., 16. Juni 2021 um 20:00 Uhr (18:00 Uhr MESZ) – Gruppe A     |   |          |           |
| Türkei                                                          | – | Wales    | 0:2 (0:1) |
| So., 20. Juni 2021 um 20:00 Uhr (18:00 Uhr MESZ) – Gruppe A     |   |          |           |
| Schweiz                                                         | – | Türkei   | 3:1 (2:0) |
| Sa., 3. Juli 2021 um 20:00 Uhr (18:00 Uhr MESZ) – Viertelfinale |   |          |           |
| Tschechien                                                      | – | Dänemark | 1:2 (0:2) |

## Galerie

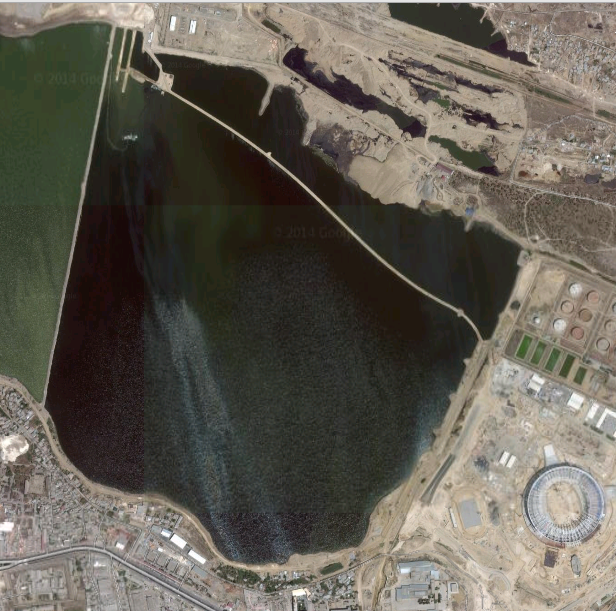
Satellitenbild vom Stadion und dem Böyük-Şor-See
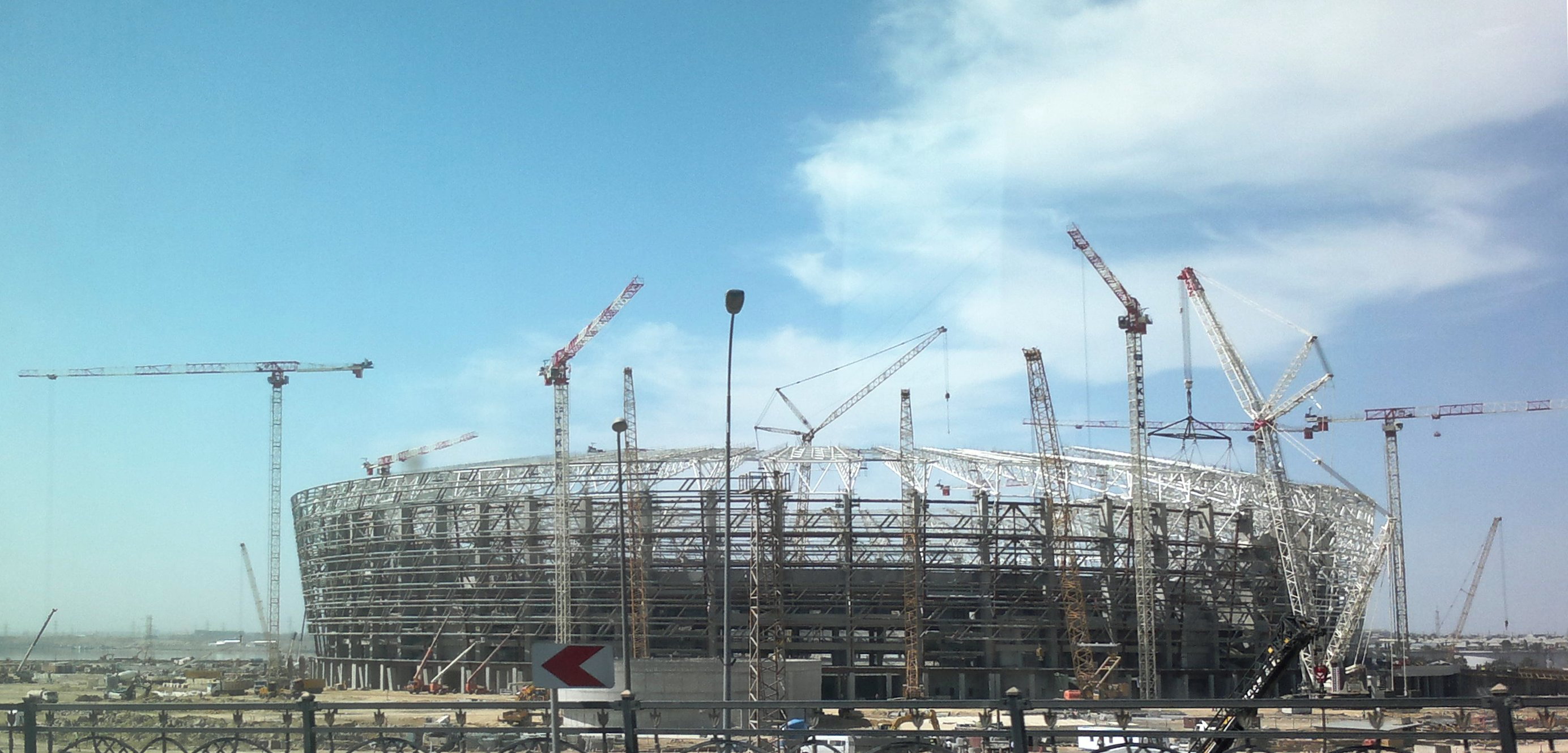
Das im Bau befindliche Baku Stadion im Juni 2014
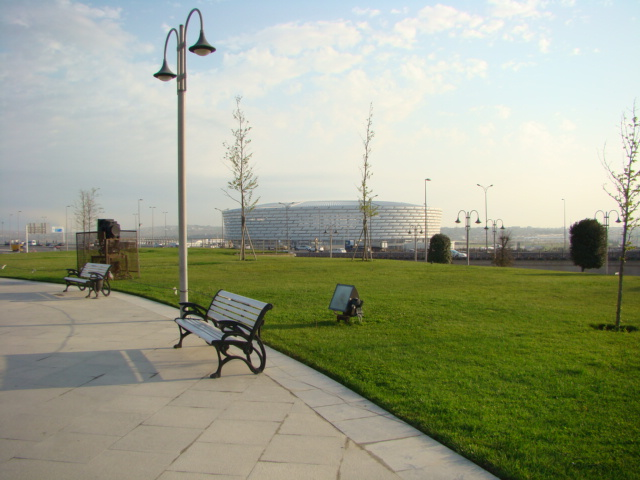
Baku Nationalstadion